# Parafia Podwyższenia Krzyża Świętego w Jaworniku
Parafia Podwyższenia Krzyża Świętego w Jaworniku – rzymskokatolicka parafia w archidiecezji krakowskiej, w dekanacie Myślenice, w Polsce.